# Этот чёртов кот (фильм, 1965)
«Этот чёртов кот» (англ. That Darn Cat!) — американский цветной художественный фильм, комедия 1965 года режиссёра Роберта Стивенсона, рассказывающая о поисках преступников, в которых ключевую роль сыграл непослушный кот, бегающий по окрестным дворам. Снят по мотивам романа Г. и М. Гордонов «Таинственный кот идёт на дело» (Undercover Cat).
В 1997 году вышел ремейк фильма под тем же названием.

## Сюжет
В американском городе произошло ограбление банка. Грабители похитили значительную сумму и, взяв в заложники кассиршу, залегли на дно. Полиция ищет их, но безуспешно. Единственный свидетель, который может навести на след, — пронырливый хитрый сиамский кот по прозвищу ДиСи (DC, от Darn Cat), который принадлежит семейству Рандал, но по ночам бегает по окрестным дворам. Ночью он преследует одного из грабителей, потому что тот несёт рыбу, и заходит с ним в дом. Там кассирша незаметно надевает коту вместо его ошейника свои наручные часы, успев нацарапать на них начало слова «Помогите!» (Help). Когда кот возвращается домой, младшая из сестёр Рандал, Патти, обнаруживает часы и предполагает, что они могут быть связаны с недавним ограблением. Несмотря на протесты старшей сестры Ингрид, больше озабоченной своими отношениями с соседом Грегори, Патти наутро отправляется прямиком в ФБР, где обращается к понравившемуся ей агенту Келсо. Тому удаётся убедить начальника, что кот может вывести на след преступника, и Келсо поручается снять с кота отпечатки лап, сфотографировать его, а затем ночью при поддержке ещё нескольких агентов проследить за его перемещениями. Это приводит к череде курьёзных событий, однако в результате все агенты оказывается в доме Рандалов, вызывая переполох.
На следующий день начальник Келсо отзывает остальных агентов, но самому Келсо позволено использовать кота в качестве «осведомителя» ещё одну ночь. Ночью Келсо, надев на кота ошейник с радиопередатчиком и следя за его перемещениями при помощи специального прибора, снова бегает по окрестностям, в том числе оказываясь в автокинотеатре прямо посреди сеанса. Тем не менее, кот и на этот раз не приводит агента к грабителям. Вместо этого кота и Келсо замечает Грегори, который давно недолюбливает ДиСи, как-то раз укравшего у него утку. Грегори стреляет в кота, однако промахивается. Ревнуя к Ингрид, он вламывается с дом Рандалов, обнаруживая в шкафу Келсо. Тот пытается выдать себя за электрика, но Грегори со скандалом уходит, разрывая с Ингрид. Кану, давний приятель Патти, тоже замечает, что по ночам у дома сестёр припаркован какой-то неизвестный автомобиль, и решает выяснить, в чём тут дело.
Хотя начальник Келсо предлагает свернуть слежку за котом в отсутствие каких-либо убедительных свидетельств, Патти идёт на хитрость: она звонит в ФБР, представившись продавщицей в ювелирной лавке, и утверждает, что на днях похищенная кассирша покупала ремешок для своих часов. Тогда ФБР решает провести операцию в третий раз. Ночью ДиСи выходит из дома, преследуемый Келсо, за которым идёт Патти, а за ней — переодетый Кану. Кот приходит в квартиру грабителей, однако они обнаруживают на нём передатчик. В квартиру заходит, под предлогом поиска кота, Келсо, а затем, под видом его жены, Патти. Грабители догадываются, что Келсо и Патти не те, за кого себя выдают, но не без помощи ДиСи, а также подоспевших агентов ФБР, обоих преступников задерживают.
На следующий день газеты выходят с репортажами о поимке преступников, кот ДиСи и его хозяйки становятся знаменитостями. Теперь уже Келсо вместо отвергнутого Грегори заезжает за Ингрид, чтобы отвезти её на работу, а Кану и Патти примиряются.

## В ролях
- Хейли Миллс — Патти Рандал
- Дороти Провайн — Ингрид Рандал
- Дин Джонс — агент ФБР Зеки Келсо
- Родди Макдауэлл — Грегори Бенсон
- Нэвилл Брэнд — Дэн, один из грабителей
- Фрэнк Горшин — Игги, второй грабитель
- Эльза Ланчестер — миссис Макдугал, соседка Рандалов
- Уильям Демарест — мистер Макдугал
- Том Лоуэлл — Кану Хендерсон, приятель Патти
- Грейсон Холл — Маргарет Миллер, похищенная сотрудница банка
- Эд Уинн — менеджер автокинотеатра
- Айрис Эдриан — хозяйка квартиры

Роль ДиСи была исполнена несколькими сиамскими котами. Один из них был кот по кличке Син Кэт, который также принимал участие в фильме «Невероятное путешествие», вышедшем годом ранее.